# Оракул горшечника
Оракул горшечника (др.-греч. Ἀπολογία ϰεραμέως) — пророческий текст времени Эллинистического Египта. Сохранилось пять рукописей на древнегреческом языке, являющихся копиями демотического оригинала. Оригинальный текст датируется второй половиной III века до н. э.

## Содержание
Гончар (др.-греч. ϰεραμεύς) рассказывает царю Аменофису (др.-греч. Ἀμενῶπις), записывающему пророчество, о будущем сокрушении иностранного правления «опоясанных» (др.-греч. ζωνοφόροι) и опустошении «прибрежного города» (др.-греч. παραϑαλάσσιος πόλις). Птах вернётся в Мемфис вместе с богом удачи Агатос-Даймоном (др.-греч. Ἀγαϑὸς Δαίμων) и оставит город «опоясанных». Начнётся новое процветание Мемфиса. Рассказав пророчество, горшечник умирает, и царь приказывает почтить его погребением в Гелиополе.

## Интерпретация
Академик В. В. Струве предлагал трактовку «горшечника», как эпитет бога Хнума. Поддержанная Людвигом Кёненом, эта интерпретация оспаривается К. В. Кузьминым, который в свою очередь трактует «горшечника», как солнечного бога.
Идиома «опоясанные» для врагов Египта объясняется тем, что сами египтяне не носили оружия на поясе. В. В. Струве предлагал трактовать «город опоясанных», как Персеполь, а «прибрежный город» как Александрию.
Текст имеет сходство с пророческими текстами Среднего царства, такими как Речение Ипувера и Пророчество Неферти. Ульрих Вилькен отмечал сходство «Оракула Горшечника» с «Рассказом Манефона о прокаженных».